# Propilenglicol
Propilenglicolul (IUPAC: propan-1,2-diol) este un compus organic de tip glicol (diol), cu formula chimică CH3CH(OH)CH2OH. Este un lichid vâscos, incolor, aproape inodor (cu miros ușor dulceag). Are miscibilitate cu apa, acetona și cloroformul. Glicolii sunt în general substanțe neiritante și au volatilitate scăzută.
Este utilizat ca excipient (alimentar, farmaceutic), dar și ca precursor în industria polimerilor.

## Obținere
Propilenglicolul este obținut, la nivel industrial, din oxid de propilenă. În anul 2018, aproximativ 2,16 M tone erau produse anual. Metoda de sinteză se bazează fie pe o metodă non-catalitică la temperatură înaltă (200 °C - 220 °C), fie pe o metodă catalitică, la temperaturi mai mici (150 °C - 180 °C), în prezența unor rășini schimbătoare de ioni sau o cantitate mică de acid sulfuric sau alcalii: